# SU-5
De SU-5 beslaat 3 Russische tanks van voor de Tweede Wereldoorlog; de SU-5-1, SU-5-2 en de SU-5-3. De tank was gebouwd op basis van de T-26.
- SU-5-1 — Gemechaniseerde 76,2 mm divisie kanon model 1902/30 (de koepel was open en er is een voertuig gemaakt in 1934);
- SU-5-2 — Gemechaniseerde 122 mm houwitser model 1910/30 (de koepel was open, er is een voertuig gemaakt in 1934 en nog eens 30 in 1936);
- SU-5-3 — Gemechaniseerde 152,4 mm divisie mortier model 1931 (wederom was de koepel open en er is een voertuig gemaakt in 1934).

SU-5
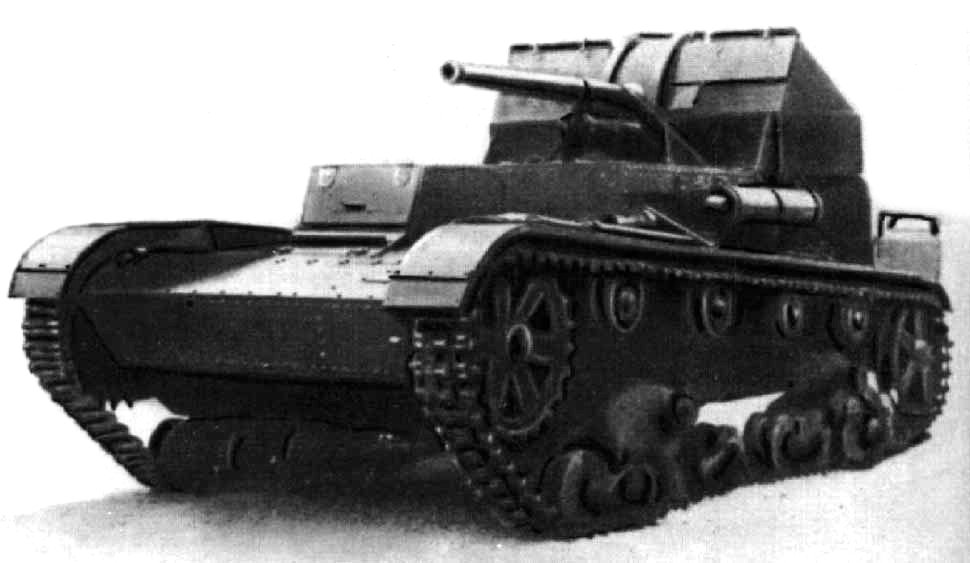
SU-5-1
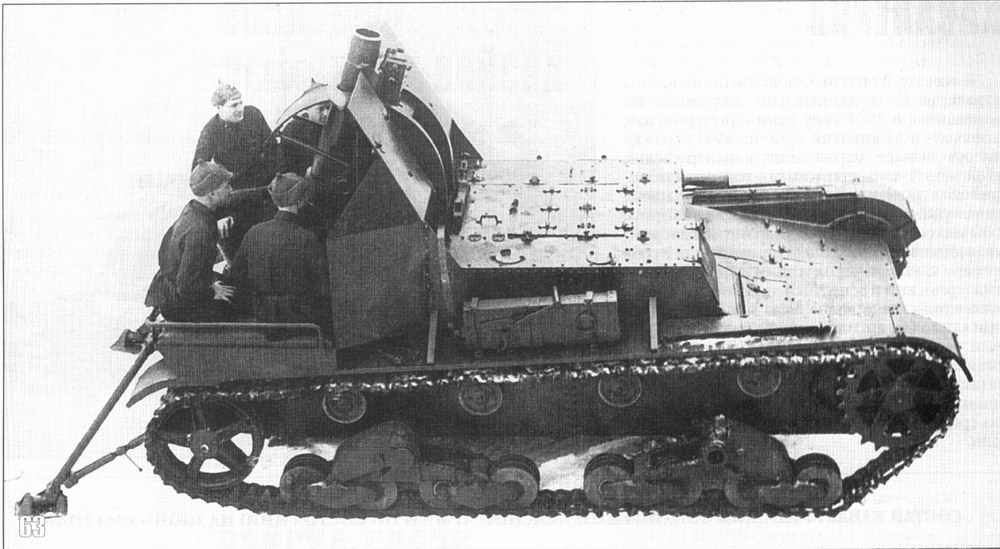
SU-5-2